# Replay attack
Il replay-attack è una forma di attacco informatico che ha come bersaglio reti informatiche allo scopo di impossessarsi di una credenziale di autenticazione comunicata da un host ad un altro, e riproporla successivamente simulando l'identità dell'emittente. In genere l'azione viene compiuta da un attaccante che s'interpone tra i due lati comunicanti.

## Descrizione della violazione
Questo attacco permette operazioni fraudolente come falsa autenticazione e/o transazioni duplicate, senza dover necessariamente decriptare la password, ma soltanto ritrasmettendola in un tempo successivo.
A differenza dell'attacco di tipo man in the middle che opera sempre in tempo reale, il replay attack può operare anche in modo asincrono quando la comunicazione originale è terminata.

## Esempio
Per esempio, si verifica un replay-attack quando Mallory intercetta la comunicazione tra Alice, che si sta autenticando con Bob, e si spaccia, agli occhi di Bob, per Alice. Quando Bob chiede a Mallory (convinto di parlare con Alice) una chiave d'autenticazione, Mallory prontamente invia quella di Alice, instaurando così la comunicazione.

## Contromisure
Gli attacchi di tipo replay si evitano con l'uso di token di sessione generati pseudocasualmente: Bob invia ad Alice uno di questi token usa e getta che Alice utilizza per criptare la propria chiave da inviare a Bob (per esempio con una funzione di hashing che calcola il message digest della chiave concatenata con il token). Bob effettua lo stesso calcolo e controlla che il suo risultato corrisponda con quello di Alice. Mallory non può fare granché anche se ha catturato tale token di sessione, perché alla prossima comunicazione Alice e Bob si accorderanno con un altro token.
Un'altra contromisura è quella di utilizzare una marca temporale e di far sì che questa sia inserita nel corpo del messaggio criptato.